# Leben und Tod (Kongress und Messe)
Leben und Tod ist eine Mischung aus Fachkongress, Vorträgen für Privatbesucher und einer begleitenden Messe zu den Themen Leben, Sterben, Tod und Trauer. Veranstalter ist die Messe Bremen.

## Konzept
Seit 2009 findet die Veranstaltung Leben und Tod jährlich an zwei Tagen im Mai in der Stadthalle Bremen statt, in zwei Messehallen mit ca. 5000 m² Ausstellungsfläche mit rund 130 Ausstellern. Die Aussteller setzen sich zusammen aus gemeinnützigen Vereinen, Verbänden, Selbsthilfegruppen sowie aus kommerziellen Unternehmen.
Der Fachkongress richtet sich an Haupt- und Ehrenamtliche aus Hospiz, Palliative Care, Seelsorge und Trauerbegleitung. Er findet an beiden Tagen statt und bietet rund 60 Vorträge und Workshops. Leben und Tod bietet auch Privatbesuchern die Möglichkeit, sich umfassend über Themen wie Patientenverfügung, Bestattungsformen, hospizliche Begleitung und Trauerangebote zu informieren.

## Beirat
Die Inhalte des Fachkongresses werden in einem Beirat entwickelt; deren Mitglieder sind:
- Deutscher Hospiz- und PalliativVerband (DHPV)
- Hospiz- und PalliativVerband Bremen
- Hospiz- und PalliativVerband Niedersachsen
- Landesarbeitsverband Hospiz und Palliativarbeit Hamburg (LVHP)
- Deutsche Gesellschaft für Palliativmedizin (DGP)
- Bremische Evangelische Kirche
- Evangelisch-lutherische Landeskirche Hannovers
- Bistum Osnabrück
- Kinderhospiz Löwenherz, Syke bei Bremen
- Verein für Innere Mission Lebenshaus
- Bremer Heimstiftung
- Deutscher Berufsverband für Pflegeberufe (DBfK)
- Gesundheit Nord, Klinikum Links der Weser
- Friedrich-Verlag (pflegen: palliativ)
- Bestatterverband Bremen
- Kuratorium Deutsche Bestattungskultur
- Arbeitsgemeinschaft Friedhof und Denkmal
- Bundesverband Trauerbegleitung

## Referenten
Zu den Rednern gehörten bisher u. a.:
- Margot Käßmann
- Henning Scherf
- Franz Müntefering
- Eckart von Hirschhausen
- Bärbel Schäfer
- Susanne Conrad
- Markus Majowski
- Herta Däubler-Gmelin

## Weblink
- Website der Veranstaltung